# Albert Herz (Mediziner, 1921)
Albert Herz (* 5. Juni 1921 in Sonthofen; † 9. November 2018) war ein deutscher Neuropharmakologe.

## Leben
Albert Herz studierte an der Ludwig-Maximilians-Universität Medizin und promovierte dort 1948. An der LMU war er anschließend in den Bereichen Pathologie, Innere Medizin und Pharmakologie tätig. Er habilitierte in Pharmakologie und Toxikologie, ehe er 1962 an das Theoretische Teilinstitut des Max-Planck-Instituts für Psychiatrie wechselte. Albert Herz war 1969 einer der Gründer der Internationalen Organisation zur Erforschung der Narkotika. 1972 wurde er Direktor der Abteilung Neuropharmakologie, die 1998 als eigenständiges Max-Planck-Institut für Neurobiologie anerkannt wurde. Seit 1989 war Herz emeritiertes wissenschaftliches Mitglied des Instituts.

## Forschung
Gemeinsam mit seinem Team erforschte Albert Herz die Wirkmechanismen von Morphin und Methadon im Gehirn. Er konnte unter anderem feststellen, in welcher Gehirnregion Morphin wirkt, und neue Opioide identifizieren. Außerdem beschäftigte er sich mit dem Suchtpotential von Schmerzmitteln und Drogenabhängigkeit.

## Auszeichnungen
- Nathan B. Eddy Memorial Award des College on Problems of Drug Dependence
- Ehrendoktortitel der Warschauer Medizinischen Universität
- Mitgliedschaft bei der Deutschen Akademie der Naturforscher Leopoldina[2]
- Ehrenmitgliedschaft bei der Deutschen Schmerzgesellschaft
- Ehrenmitgliedschaft bei der Arbeitsgemeinschaft für Neuropsychopharmakologie und Pharmakopsychiatrie[1]

## Veröffentlichungen (Auswahl)
- mit Rainer Spanagel: Endogenous Opioids and Addiction. In: L. S. Tseng: The Pharmacology of Opioid Peptides. Amsterdam 1995.